# Oglasa bisignata
Oglasa bisignata är en fjärilsart som beskrevs av George Francis Hampson 1907. Oglasa bisignata ingår i släktet Oglasa och familjen nattflyn. Inga underarter finns listade i Catalogue of Life.